# Serhij Nahornyj
Serhij Wiktorowytsch Nahornyj (ukrainisch Сергій Вікторович Нагорний; * 8. Dezember 1956 in Chmelnyzkyj, Ukrainische SSR) ist ein ehemaliger sowjetischer Kanute aus der Ukraine.

## Karriere
Serhij Nahornyj ging bei den Olympischen Spielen 1976 in Montreal im Zweier-Kajak mit Uladsimir Ramanouski auf der 500- und der 1000-Meter-Strecke an den Start. Über 500 Meter zogen sie nach Rang zwei im Vorlauf und einem Sieg im Halbfinale ins Finale ein, in dem sie nach 1:36,91 Minuten hinter Joachim Mattern und Bernd Olbricht aus der DDR und vor den Rumänen Larion Serghei und Policarp Malîhin als Zweite die Ziellinie überquerten und die Silbermedaille gewannen. Auf der 1000-Meter-Distanz erreichten sie dank zweiter Plätze im Vor- und Halbfinallauf den Endlauf, den sie nach 3:29,01 Minuten auf dem ersten Platz beendeten und als Olympiasieger die Goldmedaille erhielten. Ihr Vorsprung auf die zweitplatzierten Mattern und Olbricht betrug 0,3 Sekunden, eine weitere Sekunde danach folgten die Ungarn Zoltán Bakó und István Szabó. 1980 gehörte er in Moskau zum sowjetischen Aufgebot im Vierer-Kajak. Zwar gewann die Mannschaft ihren Vorlauf, kam im anschließenden Finale aber nicht über den siebten Platz hinaus.
Bei Weltmeisterschaften sicherte sich Nahornyj im Zweier-Kajak mit Uladsimir Ramanouski 1977 in Sofia die Bronzemedaille über 1000 Meter. 1979 belegte er in Duisburg im Vierer-Kajak über dieselbe Distanz zunächst ebenfalls den dritten Platz, ehe er über 10.000 Meter schließlich Weltmeister wurde.